# 东北瑞香
东北瑞香（学名：Daphne pseudomezereum）为瑞香科瑞香属下的一个种。